# LiveJournal
LiveJournal is een sociaalnetwerksite of virtuele gemeenschap, waar gebruikers onder meer een weblog kunnen bijhouden en groepen met gemeenschappelijke interesses kunnen creëren.

## Geschiedenis
LiveJournal werd in 1999 opgericht door Brad Fitzpatrick, die tevens de broncode van de openbronsoftware ontwikkelde om de website te laten functioneren. Fitzpatrick verkocht LiveJournal in januari 2005 aan Six Apart, een onderneming dat zelf al een weblog dienst aanbood met vox.com. In december 2007 werd LiveJournal verkocht aan de Russische onderneming SUP Fabrik, die op dat moment reeds de licentie had om het merk en de software te gebruiken in Rusland.
In januari 2009 kondigde LiveJournal aan dat het 20 van de 28 medewerkers had ontslagen in de Amerikaanse vestiging te San Francisco in het voordeel van de vestiging te Moskou.

## Omschrijving
Bij het aanmaken van een account kiest de gebruiker een vrij te kiezen gebruikersnaam die maximaal uit 15 letters en/of cijfers kan bestaan. Na aanmelden heeft de gebruiker onder meer een weblog of dagboek, een vriendenpagina, een profielpagina en een scrapbook of plakboek. Daarnaast zijn er heel wat mogelijkheden om de pagina's te personaliseren naar eigen voorkeur. Elke gebruiker heeft zijn persoonlijk webadres dat bestaat uit de gebruikersnaam + livejournal.com.

## Functies
- De profielpagina is de pagina waar de algemene gegevens van de gebruiker staan. Deze pagina kan gedeeltelijk gepersonaliseerd worden door toevoeging van tekst en afbeeldingen. Verder bevat deze pagina een linkmenu waarmee men alle andere pagina's kan bereiken en verder is er een vaste plaats waar de gebruiker zijn "vrienden" staan aangegeven, de groepen waarvan hij lid van is en zijn interesses.
- Het dagboek is de pagina waar de gebruiker zijn weblog schrijft. Er kunnen verschillende privacy opties ingesteld worden per afzonderlijk bericht. De gebruiker kan ervoor kiezen dat iedereen zijn bericht kan lezen of alleen zijn "vrienden" daar toegang tot hebben en er is ook een mogelijkheid om het bericht van iedereen, behalve zichzelf, af te schermen. Deze opties kunnen achteraf altijd veranderd worden. Verder is er ook een mogelijkheid om reacties toe te laten, af te schermen zodat ze alleen leesbaar zijn voor de gebruiker die reageert en de gebruiker van het dagboek zelf en ten slotte kan men ook reacties weigeren. Er wordt ook de mogelijkheid geboden om tags toe te voegen.
- De vriendenpagina' is een pagina waar alle dagboekberichten van alle andere andere dagboeken van gebruikers verschijnen, die de gebruiker als "vriend" geaccepteerd heeft. Ook alle berichten uit de "groepen" die de gebruiker als "vriend" heeft aangemerkt, komen op deze pagina terecht.
- Groepen (community's) tonen veel gelijkenissen met een persoonlijke dagboek van een gebruiker wat opmaak en gebruik betreft. Ze worden gecreëerd door de gebruikers. De meeste groepen hebben een bepaald thema of onderwerp. Gebruikers kunnen lid worden van een groep en kunnen dan onder eigen gebruikersnaam een bericht posten in de groep, net zoals in hun persoonlijk dagboek, en andere leden kunnen reageren.
- Het plakboek (scrapbook) is een pagina waar de gebruiker afbeeldingen kan uploaden, die onder meer gebruikt kunnen worden om in het dagboek te plaatsen.
- De Gebruikersplaatjes zijn de persoonlijke plaatjes, die maximaal 100 bij 100 pixels groot mogen zijn. Bij een gratis account heeft de gebruiker de mogelijkheid om maximaal 6 verschillende plaatjes op te laden.
- Verder heeft elke gebruiker onder meer een kalender of archief pagina en een pagina met alle gebruikte tags.

## Extra functies
LiveJournal biedt de gebruiker met een betaald account een aantal extra functies aan, die de gebruiker met een gratis account niet heeft.
- Gebruikers van een gratis account hebben heel wat mogelijkheden om hun dagboek te personaliseren en kunnen kiezen uit een reeks lay-outs. Gebruikers met een betaald account hebben de keuze uit meer lay-outs en kunnen door middel van het gebruik van CSS zelf een opmaak maken. Er kunnen ook meer gebruikersplaatjes opgeladen worden.
- Er is ook de mogelijkheid om een audiobericht (voice post) te posten in het dagboek.
- Wanneer ingelogd, zal de gebruiker van een betaald account geen advertenties vinden op zijn pagina's, noch op de pagina's van medegebruikers en groepen.
- Gebruikers met een betaald account kunnen webfeeds toevoegen aan de website van LiveJournal, waarna iedereen die dat wenst de feed kan toevoegen aan zijn vriendenpagina.

## Demografie
Volgens LiveJournals statistiekenpagina had de website in februari 2009 meer dan 18 miljoen gebruikers, waarvan 1,2 miljoen een update hadden gedaan in de laatste 30 dagen. Het grootst aantal gebruikers waarvan de gegevens bekend zijn, komt uit de Verenigde Staten met meer dan 3,8 miljoen geregistreerde accounts, gevolgd door Rusland met meer dan 800.000 accounts en Canada met ongeveer 340.000 accounts. Nederland heeft iets meer dan 30.000 gebruikers en België 10.000. Ook zouden, volgens deze statistiekenpagina, twee gebruikers op drie vrouwen zijn.

## Andere websites
Een aantal andere websites gebruiken de openbronsoftware code van LiveJournal. Ze worden vaak klonen genoemd en hebben soms namen die ook op journal eindigen, zoals Insanejournal.com en Deadjournal.com.